# Кентрат, Эйтель-Фридрих
Эйтель-Фридрих Кентрат [нем. Eitel-Friedrich Kentrat; 11 сентября 1906, Штальхейм (ныне — Амневиль, департамент Мозель, Франция) — 9 января 1974, Бад-Швартау] — немецкий офицер-подводник, корветтен-капитан (1 января 1943 года).

## Биография
В октябре 1925 года поступил в ВМФ матросом. 1 января 1930 года произведен в фенрихи, 1 октября 1932 года — в лейтенанты. Служил на линейных кораблях и крейсерах.

## Вторая мировая война
В октябре 1939 года переведен в подводный флот. В начале 1940 года совершил 1 поход на подлодке U-25.
С 5 мая по 4 июня 1940 года командовал учебной подлодкой U-8, получил ранение во время аварии и почти 3 месяца провел в госпитале.
С 31 октября 1940 года командовал подлодкой U-74, на которой совершил 7 походов (проведя в море в общей сложности 170 суток). На этой лодке он потопил 5 судов и кораблей, в том числе канадский корвет «Левис», и повредил британский вспомогательный крейсер «Уолчершир» (11 499 брт).
31 декабря 1941 года награждён Рыцарским крестом Железного креста.
23 марта 1942 года Кентрат переведен в распоряжение адмирала Ганса-Георга фон Фридебурга.
11 сентября 1942 года назначен командиром подлодки U-196. С ней он совершил 2 дальних похода (373 суток в море). В первом походе Кентрат потопил 2 судна общим водоизмещением 12 000 брт. Его второй поход длился 225 дней (с 13 марта по 23 октября 1943 года).
21 сентября 1944 года оставил командование лодкой (в это время он находился в Пенанге) и до окончания войны служил в составе германской военно-морской миссии в Японии.
Всего за время военных действий Кентрат потопил 8 кораблей и судов общим водоизмещением 43 358 брт и повредил 2 судна водоизмещением 11 499 брт.
В октябре 1947 года вернулся в Германию.